# Кондратюк Валерій Віталійович
Вале́рій Віта́лійович Кондратю́к  (нар. 4 липня 1970) — український офіцер спецслужб, генерал-лейтенант. Голова Служби зовнішньої розвідки України (2020—2021), заступник голови Адміністрації Президента України (2016—2019), начальник ГУР МОУ (2015—2016), начальник Департаменту контррозвідки Служби безпеки України (2014—2015).

## Життєпис

### Освіта
- 1987 — Київське Суворовське військове училище;
- 1991 — Київське вище загальновійськове командне училище імені М. В. Фрунзе за спеціальністю «Командна тактична, військова розвідка»;
- 1995 — Київський лінгвістичний університет, факультет іноземних мов;
- 1996 — Академія Збройних Сил України, факультет воєнно-дипломатичної служби за спеціальністю «Військове управління у міжнародних відносинах», кваліфікація — магістр військового управління;
- 1996 — Курси штабних офіцерів НАТО військового коледжу збройних сил Нідерландів;
- 1997 — Школа розвідки і безпеки Збройних Сил Канади;
- 1998 — Курси антитерористичної діяльності Академії ФБР США;
- 2014 — Національна академія СБ України за спеціальністю «Оперативно-розшукова та контррозвідувальна діяльність».

### Кар'єра
- 1991 командир групи спеціального призначення 260 окремого загону спеціального призначення (військова частина 83484, м. Кіровоград).
- 1992—1994 рік помічник начальника розвідувально-інформаційного відділення 9 окремої бригади спеціального призначення (військова частина А0759, м. Кіровоград).
- 1996—1999 проходив службу на офіцерських посадах у Головному управлінні розвідки Міністерства оборони України.
- 1999—2002 військовий аташе при Посольстві України в США.
- 2002—2004 старший оперативний офіцер, начальник оперативної групи — заступник начальника відділу та начальник служби департаменту Головного управління розвідки Міністерства оборони України.
- 2004—2010 проходив службу на посадах у Службі безпеки України, в тому числі на посадах начальника управління та керівника апарату Голови СБ України.
- У 2010 році після оголошення результатів президентських виборів ухвалив рішення щодо звільнення з військової служби.
- 2014—2015 начальник Департаменту контррозвідки Служби безпеки України[3][4].
- 2015—2016 начальник Головного управління розвідки Міністерства оборони України[5][6].
- 2016—2019 Заступник Глави Адміністрації Президента України[7][8].
- 2020—2021 Голова Служби зовнішньої розвідки України[9][10].

Член РНБО з 17 серпня 2020 року до 24 липня 2021 року.

### Різне
- Учасник бойових дій в Іраку. Учасник АТО.
- Кандидат економічних наук.
- Володіє англійською та німецькою мовами.
- Одружений. Виховує трьох синів та доньку.

## Нагороди
- Орден Богдана Хмельницького III ст. (5 грудня 2017) — за особистий внесок у зміцнення обороноздатності Української держави, мужність і самовіддані дії, виявлені у захисті державного суверенітету та територіальної цілісності України, зразкове виконання військового обов'язку[12]
- Медаль «За військову службу Україні» (20 січня 2010) — за вагомий особистий внесок у справу консолідації українського суспільства, розбудову демократичної, соціальної і правової держави та з нагоди Дня Соборності України[13]